# 內伶仃島

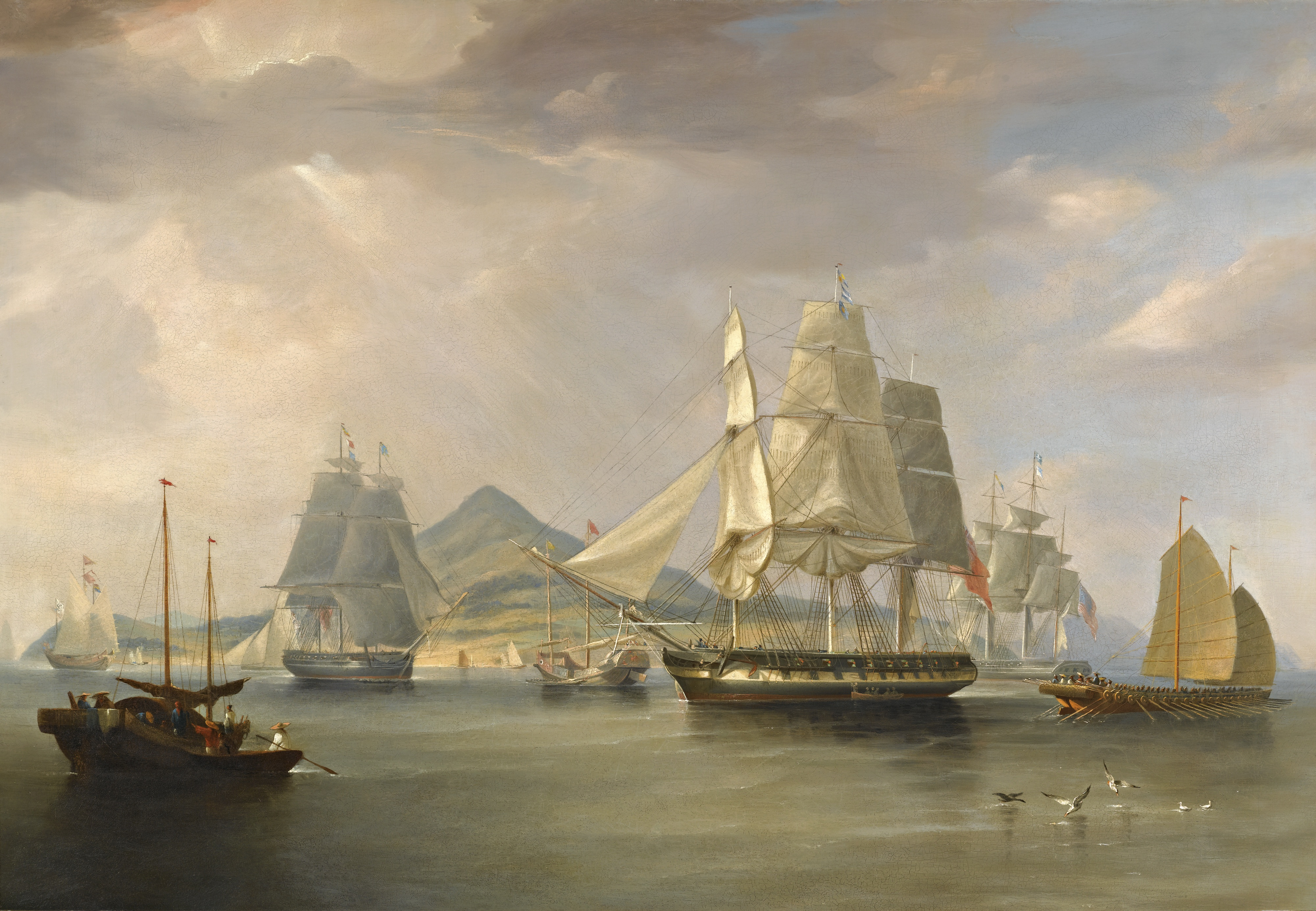
內伶仃島的鸦片船，1824年

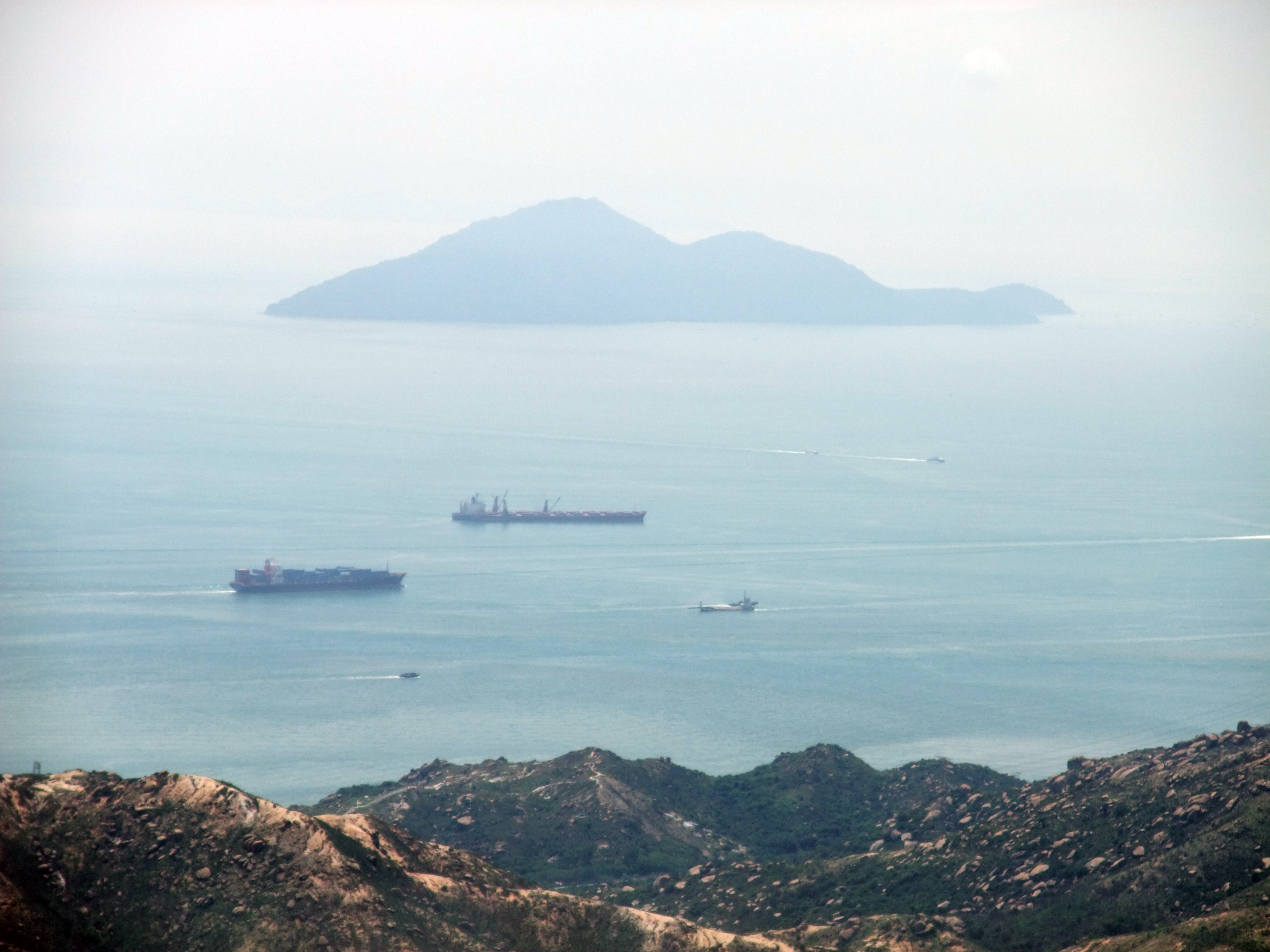
從青山眺望內伶仃島

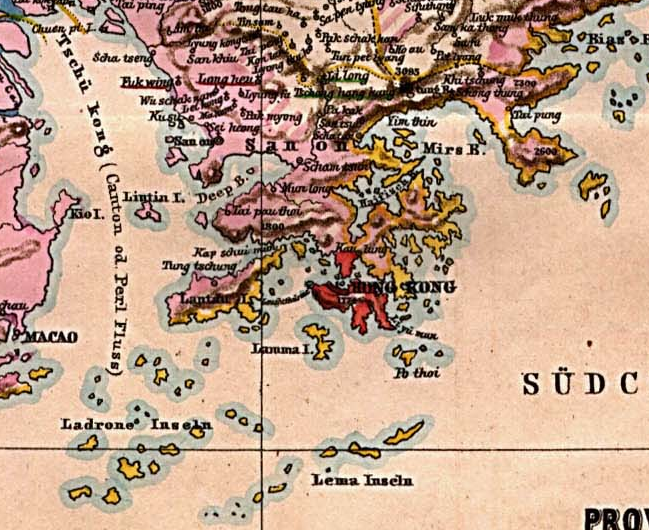
新安縣地圖，可見內伶仃島（Lintin I.）

內伶仃島（簡稱內伶仃，英語： / ）是中國廣東省伶仃洋上面一個島嶼，位於深圳市南山區赤灣及蛇口之西南約8公里，香港新界屯門區爛角咀及龍鼓洲西北約6公里，為深圳市境內最大的島嶼。

## 地理
內伶仃島是一個三角形的島嶼，面積有4.84平方公里，最高點為尖峰山，海拔338米；西面是牛脷角，東南是東角嘴（在1922年香港繪製地圖中，稱為Sweeting Point），南面有南灣，北面有東灣。
內伶仃島以西，穿過伶仃洋，便是珠海市的淇澳島。
值得留意的是，外伶仃島距離內伶仃島很遠，前者位於香港南部的長洲以南，萬山群島中部之北。大嶼山剛好處於內外伶仃兩島中間，若用一直線將兩島連起來，直線剛好與北大嶼山公路成90度角；而兩島的面積亦大致相等，兩島與大嶼山的距離亦大致相等，令兩島形如大嶼山的兩顆伶仃對向的衛星。

## 生物
由於鄰近珠江口，江水的沙泥使內伶仃島的海水帶有黃色。
内伶仃岛形成了一个较为封闭的自然生态系统，有维管植物133科379属569种、苔藓19科34属61种、昆虫超440种、鸟类近110种、两栖爬行类超30种、兽类十余种。
岛上树林为常绿阔叶林，群落乔木层优势物种包括山蒲桃、红鳞蒲桃、短序润楠、刺葵、白背槭等，灌木层则主要是小果柿。兽类中则猕猴、穿山甲、普通伏翼、褐家鼠、小家鼠等为优势物种。

## 歷史
歷史上，內伶仃一帶為來往廣州的水道，而內伶仃島、爛角咀及后海灣洋面是船隻聚集的地方。
明朝正德八年（1513年），葡萄牙人佔據「屯門島」建立根據地；有指「屯門島」即現時的內伶仃島，但至今尚無定論。
正德十三年（1518年），明朝水師進攻，破壞該根據地，史稱屯門海戰。嘉靖元年（1522年），於茜草灣對出的海域，明朝水師再大破葡艦，史稱茜草灣之戰。

### 近代史
在清朝，內伶仃島隸屬新安縣。
1898年，清廷與英國簽訂《展拓香港界址專條》，深圳河以南的寶安縣地方，均被納入為英國租界範圍，理論上亦包括內伶仃島。然而，英方以該島遠離香港島和九龍半島為由，並沒有接收內伶仃島和其南面的萬山群島（香港最東北的島嶼東平洲亦遠離港島和九龍半島）。
1950年4月，中国人民解放军第四十四军第130师第390团发动内伶仃岛之战，中華民國國軍战败，最终解放军占领该岛，宝安县城南门校场北侧建有“解放内伶仃岛纪念碑”。
1952年，因“边防建设”需求，岛民被當局要求迁往宝安县西乡居住。
1953年，内伶仃岛連同南面的萬山群島，一同被劃出寶安縣，改為珠海縣管轄。
1955年，部分内伶仃岛岛民配合政府调动，响应“军民共守边疆”的指示精神，回岛居住和耕作；但是当时由于土改政策已结束，所以岛上土地就没法办理土改手续。
1970年代，內伶仃島生产队被纳入长期从事海上捕捞业为主的流动渔民，组建起来的蛇口渔业一大队，行政管辖。
1980年代，珠海市政府曾建議興建連接香港的伶仃洋大橋，定線經過內伶仃島，但此計劃最後被港珠澳大橋取代。
1980年代，驻岛解放军撤离内伶仃岛，因岛上没有医疗和教育方面的支持。
1983年，国家森林保护区禁止原岛民上内伶仃岛耕种；深圳政府安排內伶仃島生产队迁入蛇口，渔一大队自费建房居住。
1992年，由于体制改革，《深圳经济特区管理条例》出台，南山区蛇口街道办渔一大队改称蛇口渔一实业合作股份有限公司。
2009年，广东省政府正式批复深圳市政府和珠海市政府，经第11届35次省政府常务会议研究，明确内伶仃岛归属深圳市管辖，隸屬南山區，成為深圳市地面最南點，也為深圳相隔了56年來，再次管轄該島。
由於該島已沒有常住居民多時，1984年就已經被劃定名為「內伶仃島自然保護區」，並設立石碑標示；劃歸深圳後，再重名為「內伶仃島-福田國家級自然保護區」。